# Theodor Sockl
Theodor Benedikt Sockl (Bécs, 1815. április 15. – Bécs, 1861. december 25.) osztrák festő és fotográfus.

## Pályafutása
Gottlieb Sockl asztalosmester és feltaláló, valamint Sophie, született Shurer von Waldheim fia (testvérei között volt az író Sophie von Scherer, született Sockl). 1834–1836 között Sockl a bécsi Képzőművészeti Akadémián tanult, először szobrászatot, majd később a festészet iránt mutatott érdeklődést. 1841-ben megfestette legfiatalabb fiútestvére, a 16 éves Hermann Karl Sockl portréját (a festmény elveszett), 1843-ban pedig ő festett oltárképet a bécsi Josefstadt negyedben található Maria Treu piarista templom számára.
Kb. 1846-tól Sockl Erdélyben élt, részt vett Theodor Glatz művészkörében, ő javasolta Socklt helyben tehetséges festőnek. Sockl festészetet tanított a nagyszebeni Brukenthal Művészeti Galériában, ahol 1847-ben diákként találkozott későbbi feleségével, Clara Adelheid Soterius von Sachsenheimmel. Az abban az évben a nőről készült portré az erdélyi biedermeier korszak jellegzetessége, falusi háttérben, a modell személyisége, a színek fénye és a ruha diszkrét eleganciája mind kifejezik ezt a stílust. A festmény eredetije elveszett Angliában, szerencsére azonban Theodor unokaöccse, Dr. Arthur Soterius von Sachsenheim készíttetett egy másolatot, mielőtt az eredeti képet Theodor fiainak elvitte volna Angliába 1905-ben. Ez a másolat ma a Brassó-Megyei Történeti Múzeumban található.

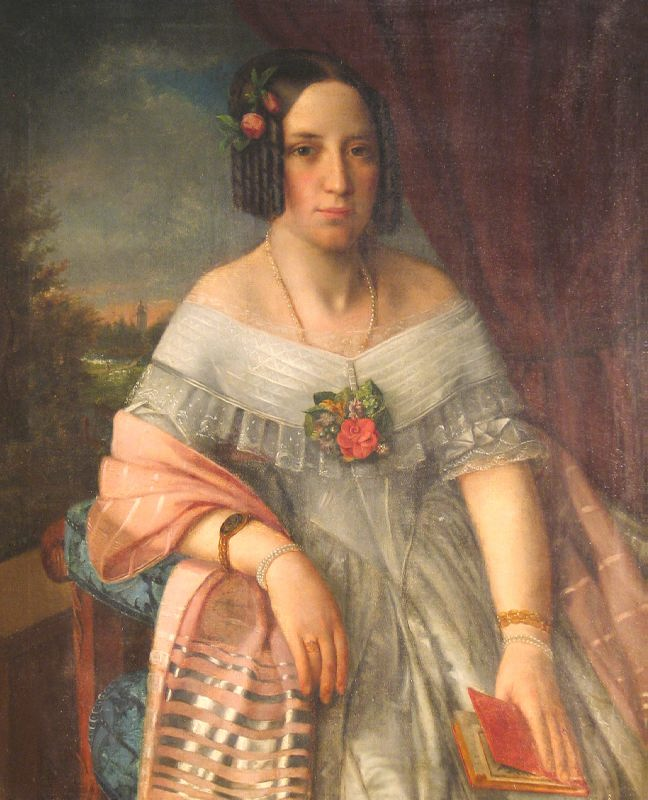
Clara Adelheid Soterius von Sachsenheim portréja, festette: Theodor Sockl (1847)

Theodor és Clara már a házasság előtt együtt élt, Clara özvegy anyjának és a család többi tagjának nagy neheztelésére (abban az időben mindannyian a család fekete bárányának tartották). De a család ellenállása ellenére, akiknek kétségeik voltak a házasságot illetően Theodor bizonytalan pozíciója, vallási és státuszbeli különbözőségei miatt, a pár 1847. augusztus 12-én Mehádiában összeházasodott.
Eztán otthagyták Erdélyt és először Grazban éltek, Ausztriában, ahol 1848-ban megszületett legidősebb fiuk, Victor Franz Theodor, majd Bécsbe költöztek, itt született második fiuk, Theodor Friedrich Adolf 1849-ben, azonban 1850-ben meghalt. 
Az 1848-as forradalommal összefüggésben, az Osztrák Birodalomban egy nyílt levél született, nővére, Sophie von Scherer tollából az 1848-as würzburgi katolikus püspöki konferencia irányába, melyben egyházi reformokat, például a cölibátus eltörlését és német nyelven történő vallásgyakorlatot kérvényezett, mely nyilvános vitát eredményezett. Theodor Sockl írt egy nyilvános válaszlevelet, kritizálva testvére nézeteit.
1850 nyarán, feleségével és fiával visszatért Nagyszebenbe, ahol a Soterius-házba költöztek. Itt született lányuk, Ottilie Clara Sophie 1851-ben. Ebben az időben Theodor újabb portrét festett Clara Adelheidről, valamint a Soterius von Sachsenheim család több tagjáról. Festett továbbá: 
- két ajtópanelt egy férfiról (Asklepois) és egy nőről (Hygiea) ‘Molnaus’ kémikus megbízásából a nagyszebeni Heltaurgasseban, 1852 körül (mindkettő a Brukenthal Múzeumban található, 1493 és 1494-es számon);
- portrét a fiatal Ferenc József császárról 1852 körül (Brukenthal Múzeum, 1365-ös szám);
- Michael Fr. Herbert, a Hermannstadti általános takarékpénztár alapítójáról (Brukenthal Múzeum 2122-es szám);
- ismeretlen üzletember Nagyszebenből (szintén a Brukenthal Múzeumban, az 1113-as számon).

Az 1853-as Benignis népi naptárban található egy hirdetés ‘Theodor Sockl akadémiai portré és történeti festő, Fleischergasse 110 alatt.’ Az 1848/49-es európai forradalmak gazdasági és társadalmi következményei azonban megnehezítették Theodor megélhetését, így arra kényszerült, hogy vándorló életet éljen ha munkát akart találni. Közben Clara festő-és rajzórákat adott. 1853-ban Bukarestben Sockl vásárolt néhány fényképész felszerelést, hogy ebből az új formából próbáljon megélni. 1854-ben Nagyszebenbe költözteti a fényképészstúdiót, ahol Clara néhány fotót kiszínesít e fejlődő ág divatjaként. De a következő években be kell utazniuk az egész országot, hogy megéljenek a fényképészetből. 1857-ben Oravicabányában élnek a Magyar Bánságban, amikor megszületik fiuk, Carl Franz Albert.
Sockl azonban képtelen volt megakadályozni számos tulajdona zálogba adását. Végül elhatározta, hogy családjával Orsovából Bécsbe költözik, ahova 1857. október 28-án megérkeztek. Itt tizennégy olajfestményt festett az Orsolya-rendház kolostora számára, melyekért 210 konvenciós forintot kapott. Nem ismert, hol laktak először, de 1859 októberében a család egy lakásba költözött a Fünfhaus, Hauptstraße 231. alá, ahol egy fényképészstúdiót is berendeztek. Clara, akinek tüdőpanaszai voltak, 1861. július 25-én, 38 éves korában elhunyt. Néhány hónappal később, december 25-én a 46 éves Theodor követte őt. A temetés költségeihez Theodor testvére, Moritz eladta a megmaradt festményeket, köztük több száz tanulmányt, egy bécsi ócskásnak.
Vannak Sockl-festmények a Brukenthal Nemzeti Múzeumban és a gundelsheimi Erdélyi Múzeumban is. Néhány festmény magántulajdonban van, néhány pedig sajnos elveszett.
Fiaik, Victor és Carl 1889 táján Angliába emigráltak, Victor létrehozott és működtetett egy nagyon sikeres üdvözlőkártya-céget Sockl and Nathan néven, Carl pedig könyvelő lett. Lánya, Ottilie tanár lett és Svájcban élt. Se Victor se Ottilie nem házasodott meg és így gyermekeik sem voltak. Carl unokatestvérét, Emmát, Theodor testvérének, Hermannak a lányát vette feleségül, hat gyermekük született, öten érték meg a felnőttkort és mindannyian Angliában éltek és ott is haltak meg. Kettejüknek született gyermekük.